# Pontocsó gésanegyed

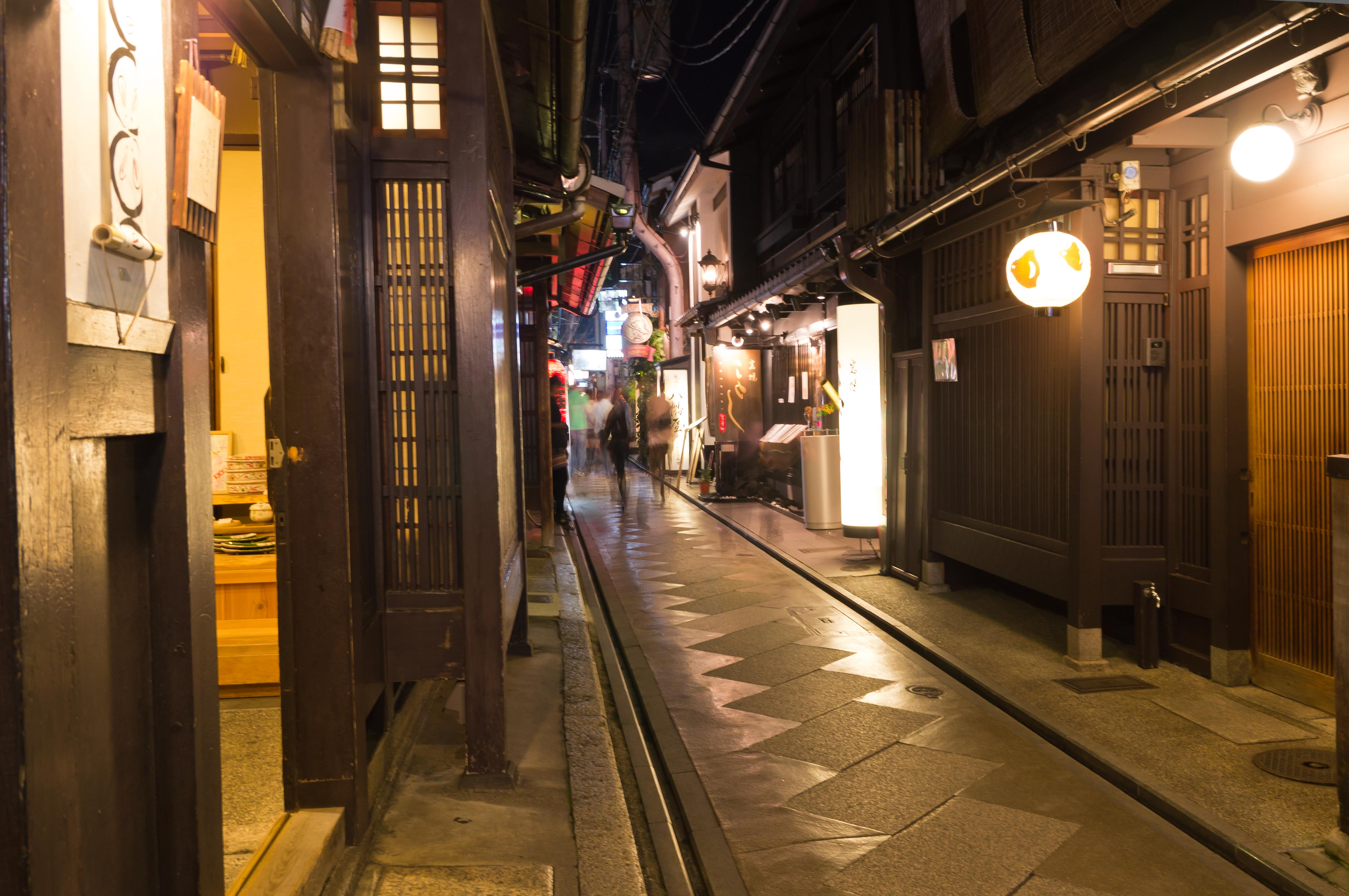
Pontocsó

Ponto városrész (先斗町, nyugaton Pontochō) egyike a kiotói gésanegyedeknek. Ez a negyed a gésáiról és hagyományos teaházairól ismert. Ugyanúgy részt vesz a nemzeti műemlékvédelmi programban, mint a Gion gésanegyed.

## Elnevezés
A negyed nevének első fele a portugál „ponte”, híd szóból ered, második fele (csó) pedig egy japán szó, kicsi, városi utcát jelent. Eredetileg a negyed neve Sintócsó volt (igazából a „sintó” szó is hidat jelent, tehát a negyed nevének jelentése: Hidak Utcája). A címer stilizált lilét ábrázol, amely a szerénység, a báj és egyszerű szépség szimbóluma Japánban.

## Látvány
A negyedet hosszú, keskeny, macskaköves sikátorként határolják be a Sidzsó-dóri és a Szandzsó-dóri utcák, nyugatról, pedig a Kamo folyó. Itt is nagy hagyománya van a kabukinak. A negyed első teaházát, a Dai Icsit (Nagy Első) egy Kiku nevű geiko alapította. Gésák már az 1500-as években is dolgoztak a negyedben.
Ma a negyed lámpásokkal megvilágított teaházairól ismerhető fel. A nagyon drága éttermeknek jellegzetessége a folyóparti szabad étkezőterület, valamint láthatók még gésaházak, bárok és olcsóbb étkezdék.
Ennek a negyednek is van saját színháza, a Pontocsó Kaburendzsó, amely a Szandzsó-dóri utca végén található. Az intézményben 1870 óta minden évben megtartják 2-szer a Kamogava odorit (Kamo folyó tánca). Ezen az előadáson bemutatják a kabuki stílusú éneklést, táncot és hagyományos színházi előadásformát.
A virágvárosban élt néhány évig Liza Dalby, az amerikai antropológus, aki könyvet írt az itt eltöltött idejéről „Gésa” címmel.

## Fordítás
- Ez a szócikk részben vagy egészben  a   Pontochō című angol nyelvű Wikipédia-szócikk fordításán alapul.  Az eredeti cikk szerkesztőit annak laptörténete sorolja fel. Ez a jelzés csupán a megfogalmazás eredetét és a szerzői jogokat jelzi, nem szolgál a cikkben szereplő információk forrásmegjelöléseként.

## Külső hivatkozások
- japanvisitor.com